# Gerbera aurantiaca
Gerbera aurantiaca là một loài thực vật có hoa trong họ Cúc. Loài này được Sch.Bip. mô tả khoa học đầu tiên năm 1844.

## bộ sưu tập

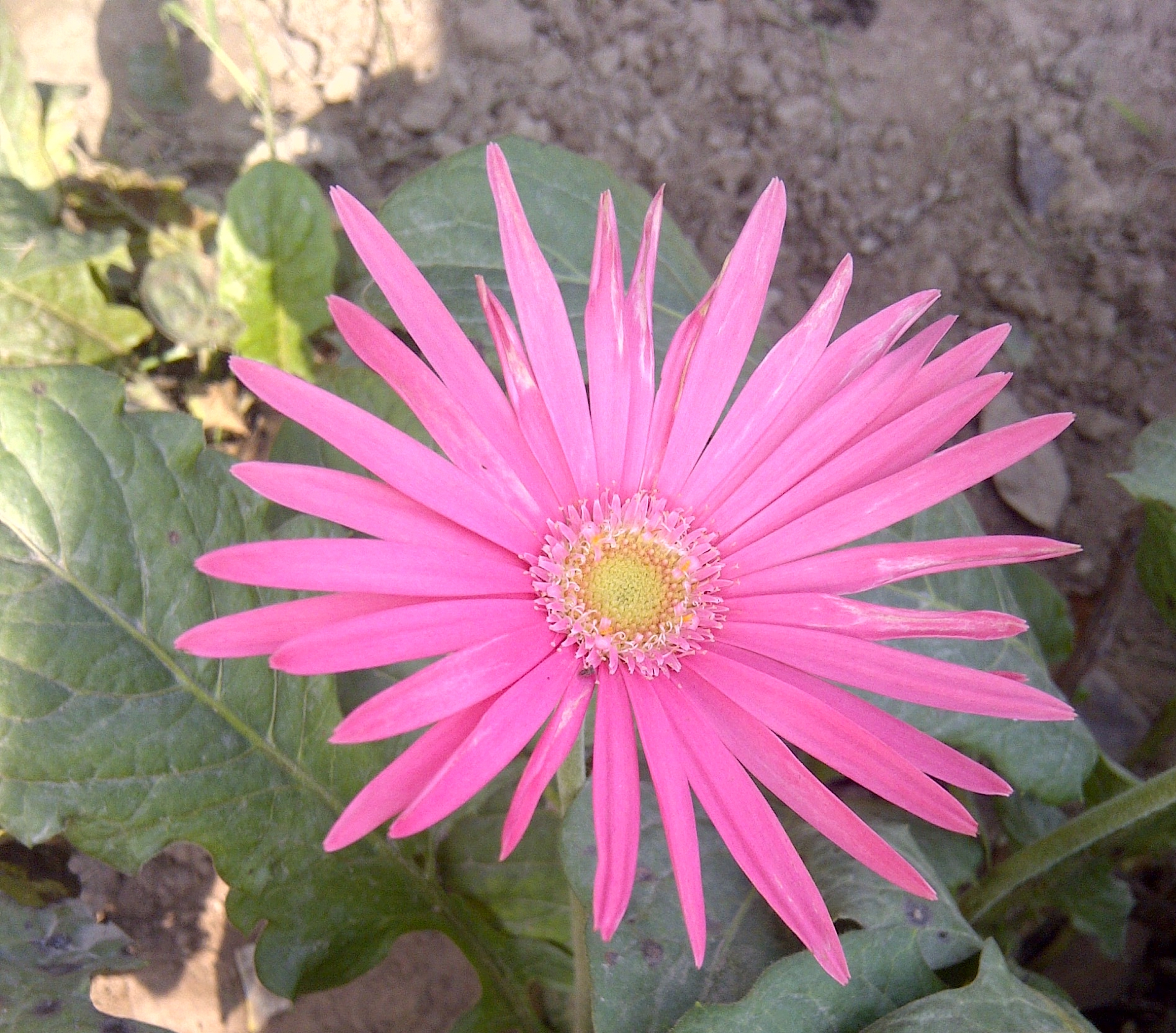
Gerbera aurantiaca
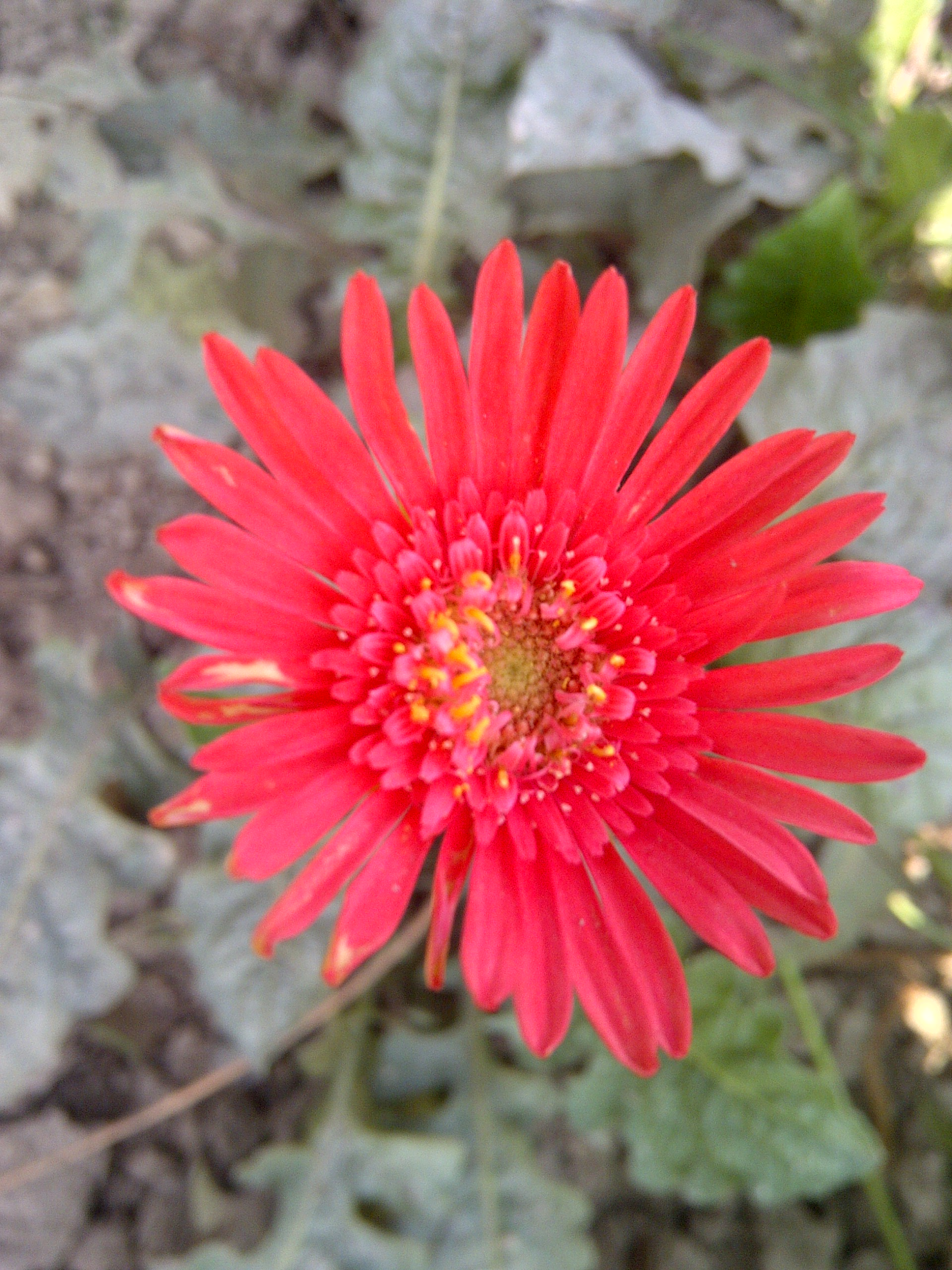
Gerbera aurantiaca
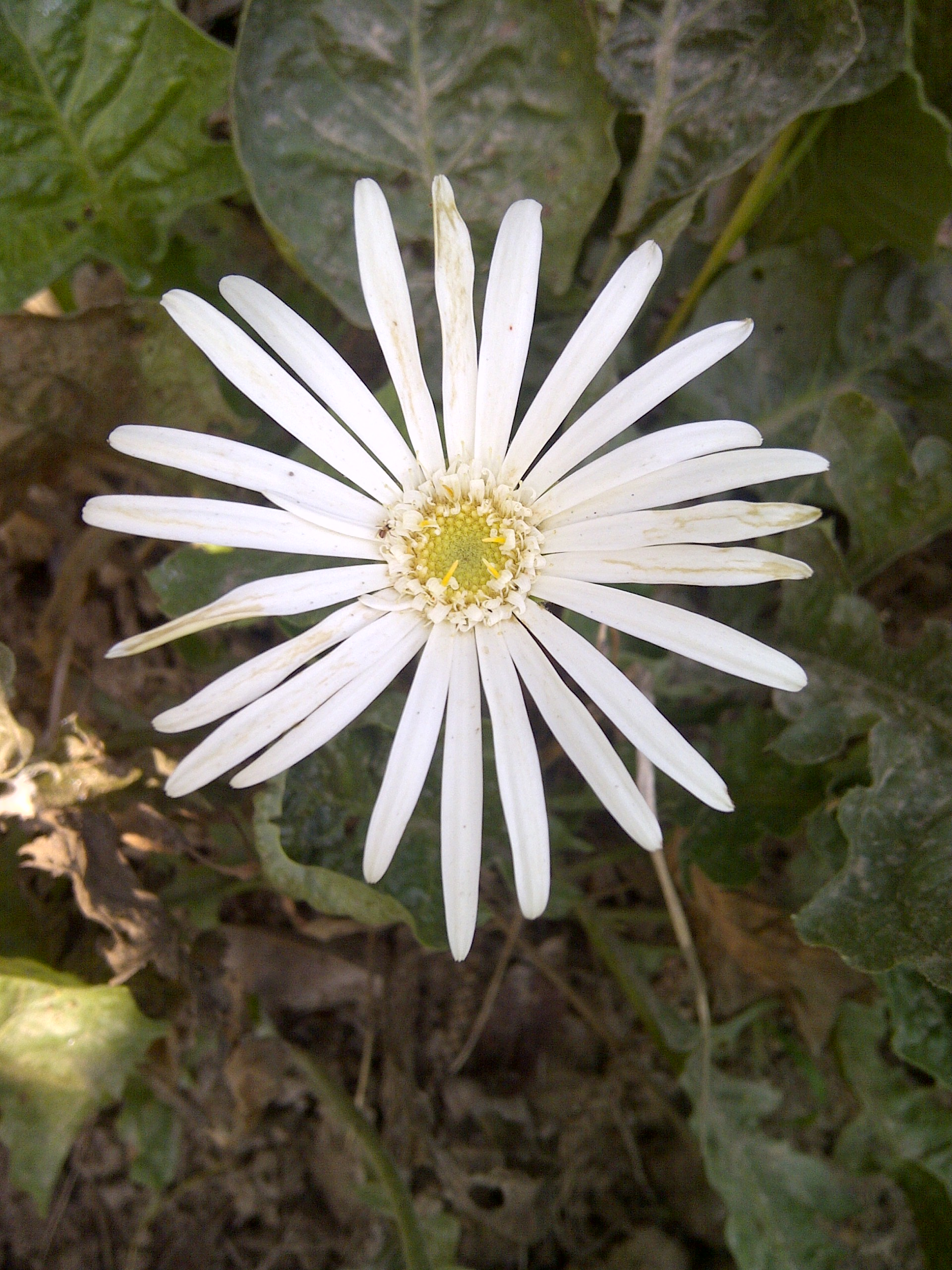
Gerbera aurantiaca
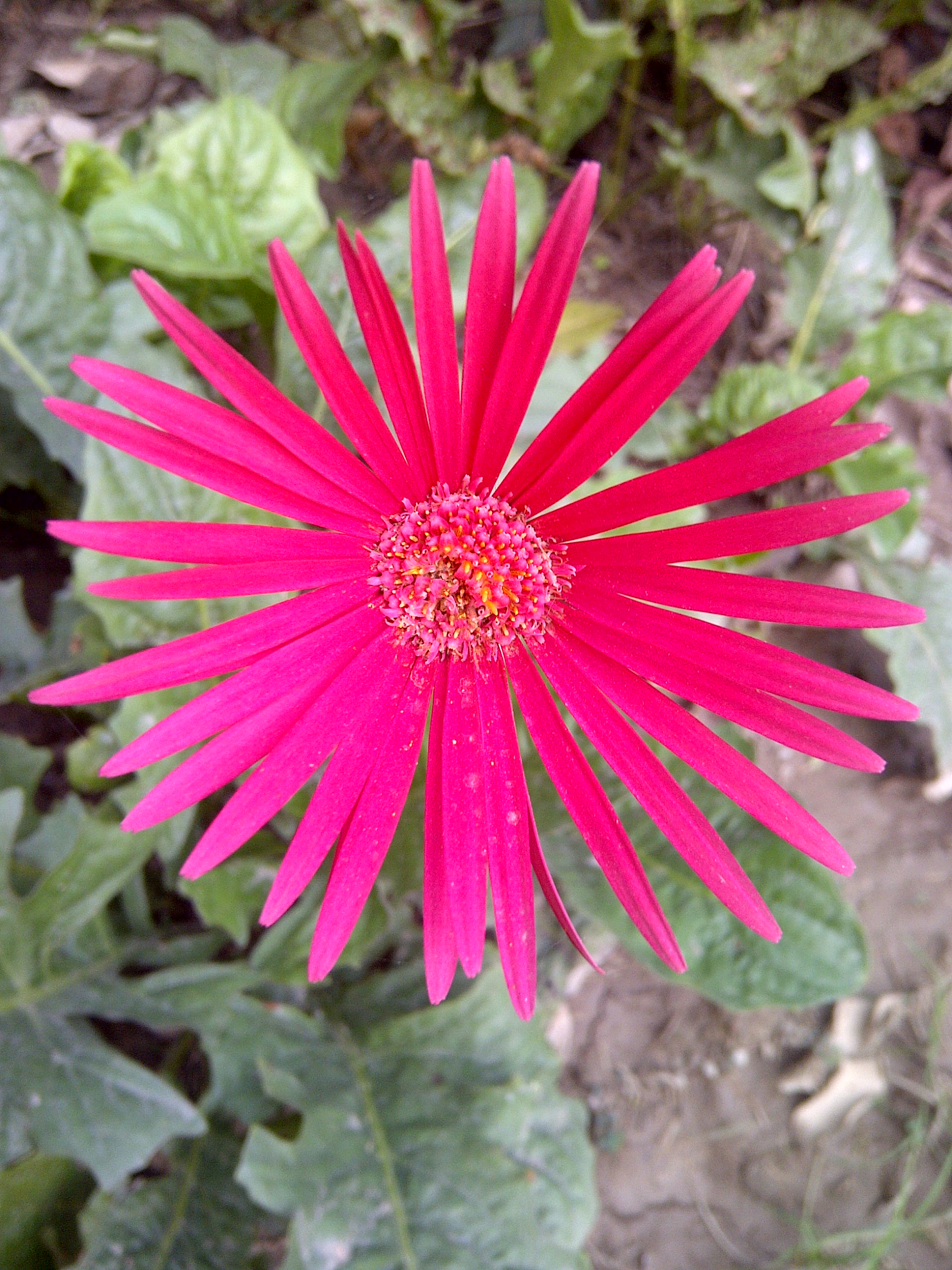
Gerbera aurantiaca
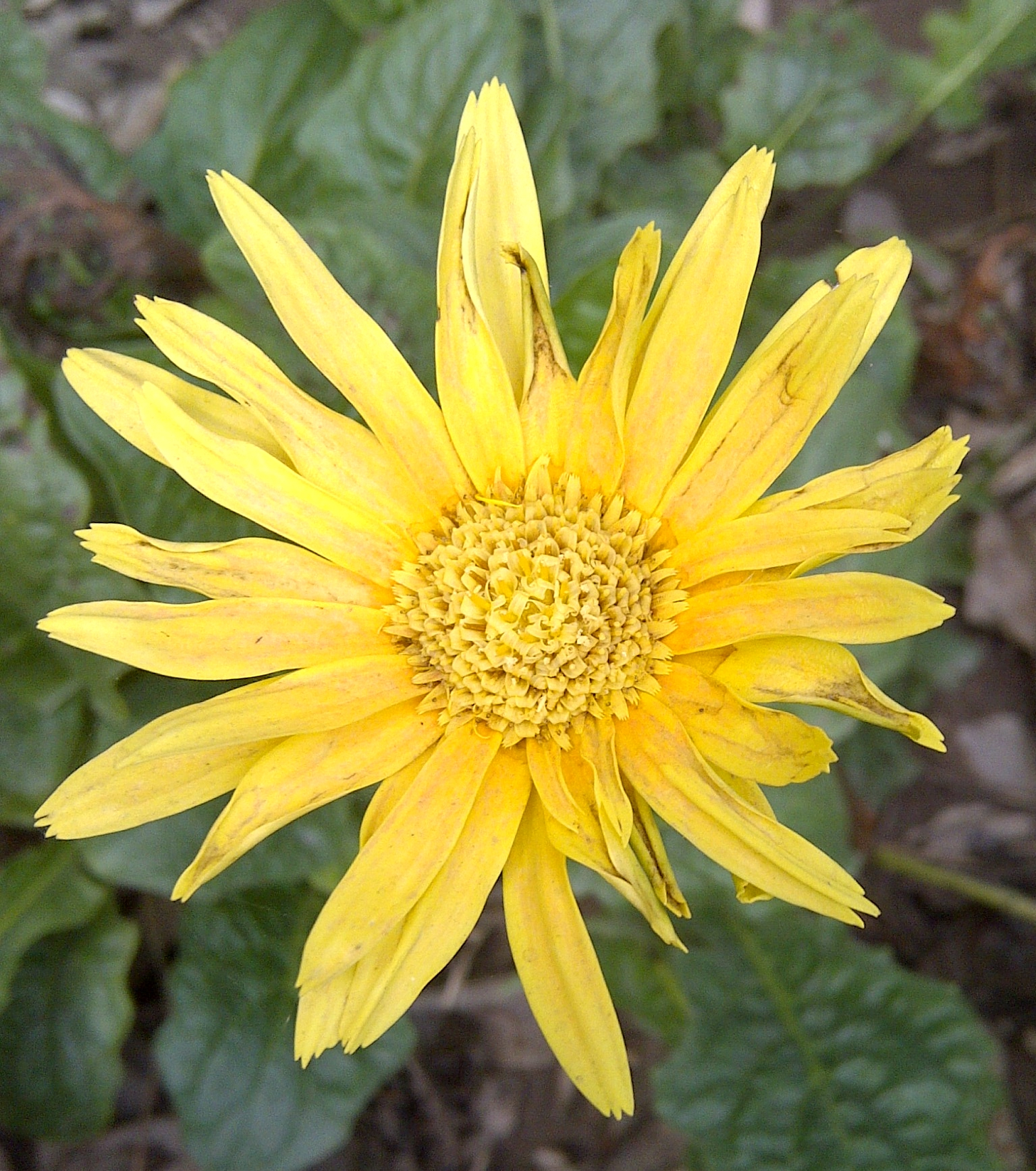
Gerbera aurantiaca